# Kastanienbrauner Kugelschwamm
Der Kastanienbraune Kugelschwamm oder auch Kastanienbrauner Kugelpilz (Camarops petersii) ist ein holzbewohnender Pilz auf alten Eichen aus der Familie der Boliniaceae.

## Merkmale

### Makroskopische Merkmale
Der Fruchtkörper bildet ein mehrere Zentimeter dickes und bis zu 10 cm breites Stroma, das von einer fleckig bräunlichen Peridie umgeben ist. Diese reißt bei Reife auf und gibt so die glänzende kastanienbraune Oberfläche des Stromas frei. Es ist durch die vielen Perithecienmündungen fein punktiert. Die Perithecien sind dicht gedrängt und in bis zu sechs Lagen übereinander. Dementsprechend besitzen sie einen langen, oft gebogenen Halskanal. Der Pilz riecht auffallend nach verbranntem Horn, der Geschmack ist unangenehm stechend-säuerlich. Dies wird durch eine klebrige Flüssigkeit verursacht, die dem Sporentransport dient.

### Mikroskopische Merkmale
Die Sporen sind glatt, dunkeloliv, elliptisch und 7,5 bis 9 × 3,5 bis 5,5 μm groß. Sie besitzen zwei Öltropfen und einen apikalen Keimporus. Die Asci sind zylindrisch-gestielt. Der sporentragende Teil wird 80 × 8 μm groß. Die Paraphysen sind fadenförmig und hyalin mit einigen wenigen Septen.

## Ökologie
Der Kastanienbraune Kugelschwamm ist ein saprobiontischer Bewohner auf abgestorbenen Stämmen alter Eichen. Im Herbst ist er sporenreif.

## Vorkommen und Gefährdung
Der Kastanienbraune Kugelschwamm ist sehr selten und wird in Deutschland in der Roten Liste als vom Aussterben bedroht geführt. Er kommt in Europa, aber auch in Nordamerika vor.